# Matti Pitkänen
Matti Pitkänen (Ikaalinen, 20 dicembre 1951) è un ex fondista finlandese.

## Palmarès

### Olimpiadi
- 2 medaglie:
  - 1 oro (Innsbruck 1976 nella staffetta 4x10 km)
  - 1 bronzo (Lake Placid 1980 nella staffetta 4x10 km)

### Mondiali
- 1 medaglia:
  - 1 argento (Lahti 1978 nella staffetta 4x10 km)